# Rio Apa Crângului
O Rio Apa Crângului é um rio da Romênia afluente do rio Sibişel, localizado no distrito de Hunedoara.